# Lista odcinków serialu animowanego Ben 10: Obca potęga
Poniżej znajduje się lista odcinków serialu Ben 10: Obca potęga emitowanego w Polsce przez stację Cartoon Network.

## Obsada

### Główne
| Bohater                                                                            | Amerykański dubbing      | Polski dubbing |
| ---------------------------------------------------------------------------------- | ------------------------ | --- |
| Ben Tennyson                                                                       | Yuri Lowenhal            | Kajetan Lewandowski                                                                                                |
| Gwen Tennyson                                                                      | Ashley Johnson           | Joanna Pach |
| Kevin Levin                                                                        | Greg Cipes               | Zbigniew Kozłowski                                                                                                 |
| Szlamfajer Gigantozaur Jetray Łebkrab Echo Echo Kulopłot Upchuck Waybig Chromatone | Dee Dradley Baker        | Sebastian Cybulski Janusz Wituch Karol Wróblewski Cezary Kwieciński Sławomir Pacek Marek Bocianiak Miłogost Reczek |
| Ziąb                                                                               | Kevin Michael Richardson | Karol Wróblewski                                                                                                   |
| Plazma Pajęczarz                                                                   | James Arnold Taylor      | Janusz Wituch |
| Julia Statek                                                                       | Vyvan Pham               | Julia Kołakowska Cezary Kwieciński                                                                                 |
| Dziadek Max                                                                        | Paul Eiding              | Paweł Sanakiewicz                                                                                                  |

## Seria 1
| 1-2 | Ben 10 powraca „Ben 10 Returns”                       | 18 kwietnia 2008 | 13 kwietnia 2009 |
| Ben jedzie odwiedzić swojego dziadka, ale na miejscu zastaje tylko jakiegoś kosmitę. Chłopak postanowił żyć normalnym życiem i ściągnął Omnitrix więc nie może się przeobrazić. Mimo wszystko wygrywa pojedynek, a po chwili odnajduje nagranie Maxa: „(...) Wplątałem się w pewną sytuację, ale na pewno dam sobie radę. Na Ziemi aktywowali się nowi kosmici. Badam sprawę. Aha... i nie musisz się także martwić o Omnitrix. Ja go mam i jest całkowicie bezpieczny. (...)” Chłopak jednak sam posiada kosmiczny zegarek, zatem wie, że dziadek kłamał w tej kwestii. Ben pokazuje to nagranie swojej kuzynce Gwen i stwierdza, że dziadek chce aby znów założył Omnitrix. Tak też Ben zrobił, a potem odnajduje ich Hydraulik – kosmita. Wyruszają razem szukać Maxa i natykają się na Kevina Levina, handlującego z Wiecznymi Rycerzami bronią, nielegalną na Ziemi. Levin ma nową moc: może przywłaszczać sobie cechy fizyczne dowolnej materii, której dotyka. Podczas ataku Omnitrix Bena zaczyna świecić na niebiesko, zmieniać kształt i kosmitów. Ben zmienia się w Szlamfire’a. Handlarze uciekają, a Ben i reszta łapią Kevina i zakuwają go w kajdanki siłowe blokujące jego moc. Kevin mówi, że chętnie poszuka Rycerzy, bo nie dostał od nich zapłaty za broń. Cała trójka przyjeżdża do zamku autem Kevina i znajdują tam dużo cennych rzeczy. Ben wpada na jedną z nich i tym samym sprowadza potwora. Jednak chłopak go zwalczył (pod postacią Echo Echo), a także zniszczył furę lanc laserowych, które znaleźli. Hydraulik podczas walki został ranny, w wyniku czego zmarł. Gwen – za pomocą swojej mocy i lancy, którą Kevin sobie zachował – namierza fabrykę pełną UFOzbirów. Znajdują w niej Nadistotę i wielkie działo mające zniszczyć miasto. Ben jako Gigantozaur niszczy maszynę, a Kevin przyłącza się do drużyny. |                                                       |                  |                  |
| 3 | Wieża pogodowa „Everybody Talks About the Weather”    | 26 kwietnia 2008 | 14 kwietnia 2009 |
| Policja złapała chłopaka – Alana – noszącego odznakę Hydraulika wyglądającą jak tarcza Omnitrixa. Jest on dzieckiem Hydraulika, jednak chłopak nie chce nic powiedzieć policji. Zamykają go więc w zimnej celi. Chłopak pluje na kajdanki ognistą śliną – jak Inferno – i je roztapia. Uwalniając się z celi zmienia się w Inferno. Znajdują go potem Ben, Gwen i Kevin. Szuka ich policja. Są tam dziwne maszyny zmieniające pogodę. Ben odkrywa, że UFOzbirom do życia potrzebne jest zimno, więc je sobie wytwarzają za pomocą tych maszyn. UFOzbiry ich atakują. |                                                       |                  |                  |
| 4 | Dług Kevina „Kevin’s Big Score”                       | 3 maja 2008      | 15 kwietnia 2009 |
| Ben, Gwen i Kevin naprawiają kampera Maxa. Kevin wsiada do auta pod pretekstem, że chce go przetestować, i ucieka nim. Ben zmienia się w Ziąba i goni złodzieja. Kevin próbuje sprzedać samochód Hydraulika argitowi. Prawie mu się to udaje, lecz zamiast zapłaty obrywa trującym kolcem. Kevin, zatruty, nie może się ruszyć, a kosmita odjeżdża kamperem. Gdy paraliż Kevina ustąpił, odnajdują go Ben i Gwen. Kevin odchodzi z drużyny i znajduje Vulkanusa. Chłopak chce kupić od niego holorzutnik. Vulkanus jednak nie chce mu nic sprzedawać. Wciąż chowa dawną urazę. Kosmita wziął diament (taidenit) i zmusił Kevina do wchłonięcia go, a potem chciał go sprzedawać – kawałek po kawałku. Wtedy do akcji wkraczają Gwen i Ziąb i ratują kolegę. Kevin z Vulkanusem są już kwita, bo Vulkanus ma dużo diamentów. Kevin daje nagranie Maxa Benowi: „(...) Nie wolno ci walczyć samemu. Musisz zbudować całą ekipę. (...)”. |                                                       |                  |                  |
| 5 | Nie wszystko złoto, co się świeci „All That Glitters” | 10 maja 2008     | 16 kwietnia 2009 |
| Most się wali. Ben, Gwen i Kevin próbują pomóc i pomaga im kolejne dziecko Hydraulika – Mike Morningstar. Jest mniej więcej w wieku Bena i ma moc podobną do tej, którą dysponuje Gwen (ale ma złotą barwę.) Gwen od razu go polubiła, natomiast Kevin ma podejrzenia co do niego. Ben jest tak zajęty stosowaniem się do instrukcji dziadka, że nie zauważył zagrożenia, które Kevin wyczuł od razu. Zostali zaatakowani przez dziewczyny, które trochę przypominały zombie - miały one na sobie dziwne znaki. Gdy w trakcie walki Mike dotknął Gwen, dziewczyna natychmiast osłabła, a chłopcy zauważyli, że miała na ręce taki znak jak pozostałe dziewczęta. Kevin dochodzi do wniosku, że Mike zyskuje moc wysysając ją z innych i przekonuje Bena co do prawdziwych zamiarów Mike’a. |                                                       |                  |                  |
| 6 | Ostateczna rozgrywka „Max Out”                        | 17 maja 2008     | 17 kwietnia 2009 |
| Ben z kuzynką proszą Kevina by pomógł im w poszukiwaniach brata Gwen – Kena, który zaginął po rozpoczęciu ferii. Pojechali do miasta do którego chłopak rzekomo się udał. W jednym z licznych warsztatów znajdują jego samochód. Niespodziewanie pojawiają się pracownicy zakładu, lecz okazali się być UFOzbirami w ID maskach. Ben z przyjaciółmi pokonuje ich, po czym zaczynają poszukać Kena. Kosmici zaatakowali brata Gwen i zarazili go swoją pluskwą. Kolejnego obcego znajdują związanego w ciężarówce. Kosmita wyjawił, że zrobił mu to Max, który szukał swojego wnuka i powiedział, że mają ich szukać w wylęgarni. Podczas gdy trójka bohaterów szukała jakichkolwiek śladów, kosmici pojmali Max’a, który usiłował ratować Kena. Przyjaciele udają się do wskazanego miejsca gdzie aż roi się od kosmicznych pluskiew. Gdy dostają się do środka spotykają UFOzbiry, które nie są zadowolone z ich obecności. Nagle Gwen odkrywa, że jej brat zmienia się w kosmitę. Po wyleczeniu przez Bena, Ken postanawia im pomóc. Wkrótce odnajdują dziadka, który mówi im co i jak. Ekipa (bez dziadka, który chce zniszczyć bazę kosmitów) postanawia zniszczyć cały transport czego w końcu dokonuje sama Gwen w napadzie złości. Nagle padają strzały w miejscu pobytu dziadka. Okazuje się, że chce on zdetonować swój projektor nicości który pochłonie wszystko wokół i każe Gwen ochronić przed tym chłopaków za pomocą swojego pola siłowego, co rzeczywiście się udaje. |                                                       |                  |                  |
| 7 | Gość na molo „Pier Pressure”                          | 31 maja 2008     | 20 kwietnia 2009 |
| Ben zaprasza Julię na randkę wieczorem na molo i w związku z tym z pewną nieśmiałością poprosił Kevina, aby ich zawiózł. Ten - wbrew obawom Bena - nie śmiał się z tego powodu. Gdy cała czwórka (Kevin, Ben, Julia i Gwen) jechali autem, Kevin nagle zaczął nabijać się z Bena. Gdy już dotarli na miejsce było tam strasznie pusto. Nagle Omnitrix zaczął piszczeć i Ben powiedział, że idzie po watę cukrową. Później atakuje go autko. Po walce sprzedawca waty powiedział no to idziemy na randkę do komisariatu. Wtedy chłopak sobie przypomniał o Julii. Kupił watę i pobiegł do dziewczyny, która myślała, że Ben ją opuścił. Skłamał, że była ogromna kolejka. Nagle atakuje ich kolejka górska. Ben ratuje dziewczynę, lecz musiał jej powiedzieć o Omnitrixie i kosmitach. Uznała, że to super. Kolejka mówi statek, statek. Za ataki był odpowiedzialny kosmita, który wyglądem przypominał małego Upgrade’a - potem mały obcy zaprowadził Bena z Julią do statku kosmicznego, na którym było dwóch innych Upgrade’ów. Statek miał wybuchnąć, lecz Ben go uratował. Oboje zmęczeni wrócili do domu nad ranem. |                                                       |                  |                  |
| 8 | Wizyta „What Are Little Girls Made Of?”               | 7 czerwca 2008   | 21 kwietnia 2009 |
| Na drzewie bohaterowie zauważają serduszko, a w nim napis Max + Verdona. Później zjawia się starsza pani i atakuje Bena oraz Kevina. Potem Gwen mówi ojcu o jej magicznych zdolnościach. Okazało się, że jej babcia Verdona jest kosmitką i Gwen odziedziczyła po niej moc. Babcia mówi, że jest Anodytką i że Gwen też nią jest. Proponuje jej, aby pojechały na ich planetę, aby Gwen udoskonaliła swoje moce (trwałoby to 60 lat). Gwen się nie zgadza. Verdona odlatuje. |                                                       |                  |                  |
| 9 | Rękawica „The Gauntlet”                               | 14 czerwca 2008  | 22 kwietnia 2009 |
| Ben, Gwen i Kevin pokonują wielkiego robota. JT i Cash okradają samochód Kevina i zabierają z bagażnika pojazdu rękę robota. Cash ją zakłada i może z niej strzelać laserem; z pomocą tej ręki chce się zemścić na Benie, ale ręka przejmuje nad nim kontrolę. JT prosi o pomoc Gwen i Bena. Kevin idzie do fabryki, gdzie ukrywa się Cash, który atakuje Kevina, a ręka robota rozrasta się po jego ciele. Kevin przegrywa. Przybywają Ben, Gwen i JT. Kevin mówi im że Cash chce zemsty. Wszyscy oprócz Kevina, który jest ranny, jadą do baru. Jest tam Cash. Ben zmienia się w Chromatona i walczy z Cashem. Wygrywa Ben, ale robot którym jest Cash sam się naprawia. JT przekonuje Casha że nikt nie może nim rządzić, po czym chłopak odzyskuje kontrolę nad sobą i ściąga rękę robota. Ben i Gwen zostawiają Kevina w fabryce, bo o nim zapomnieli. |                                                       |                  |                  |
| 10 | Paradoks „Paradox”                                    | 5 lipca 2008     | 17 maja 2009     |
| Trójka przyjaciół udaje się do miasta z którego dochodzą sygnały o niepokojących dźwiękach. Okazuje się, że ich przyczyną jest dziwne stworzenie o którym nic nie wiadomo i o którym nikt nie słyszał. W bibliotece w mieście dowiadują się o przeprowadzanym w tym miejscu eksperymencie pod nazwą „Paradox”. Wtedy spotykają naukowca, który przeprowadzał ten eksperyment i nagle znika, a Kevin rzuca się by go zaatakować. Wkrótce naukowiec mówi im, że potrafi przemieszczać się w czasie i jest wieczny. Nagle znowu pojawia się ta dziwna istota(Anomalia Czasowa jak to ją nazwał Paradox). Poprzez uderzenie w nią Kevin staje się staruszkiem(...) co profesor „naprawia” w nieznany sposób, w międzyczasie auto Kevina ulega zniszczeniu poprzez dotyk tajemniczego stworzenia. Pokazuje on im jak będzie wyglądał świat jeśli nie powstrzymają tego dziwnego stworzenia. Gdy ten znowu się pokazuje Ben każe Paradoxowi przenieść ich do czasu i miejsca wypadku. Okazuje się, że tajemniczym stworzeniem jest asystent profesora, który podczas eksperymentu został wciągnięty przez maszynę umożliwiającą podróże w czasie. Gdy wszystko się wyjaśnia, przyjaciele wracają do swoich czasów. |                                                       |                  |                  |
| 11 | Rycerz „Be-Knighted”                                  | 12 lipca 2008    | 23 maja 2009     |
| Gwen uczy Bena karate. Nagle przychodzi Kevin i mówi, że Wieczni Rycerze chcą od Bena pomocy. Jeden z nich opowiada legendę o smoku. Potem, gdy się zgadzają pomóc rycerzom, Ben zmienia się w Chromatona i walczy z bestią. Connor strzela promieniem do smoka, ale Gwen mu przerywa, gdyż jej kuzyn był za blisko potwora. Ben zmienia się w Gigantozaura, aby wymusić informacji od Wiecznych Rycerzy, gdzie ukrywa się smok. Gdy jadą do miejsca, gdzie jest bestia, Ben uświadamia sobie, że smok chciał mu coś powiedzieć. W bagażniku auta Kevina znajduje urządzenie tłumaczące język bestii na język ludzki. Ben widział podobne na szyi smoka, ale zepsute. Próbuje wymienić je na działające i udaje mu się to pod postacią Pajęczarza. Okazuje się, że smok przyleciał na Ziemię, gdyż jest rysownikiem map. Na miejsce przybywają Wieczni Rycerze i Gwen z Kevinem próbują ich powstrzymać. Rozpoczyna się walka. Potem smok odlatuje swoim statkiem kosmicznym. Connor opowiada całą akcję królowi rycerzy – Partykowi. |                                                       |                  |                  |
| 12 | Pomocnicy hydraulików „Plumber’s Helpers”             | 19 lipca 2008    | 2 czerwca 2009   |
| 13 | Obcy X „X = Ben + 2”                                  | 31 sierpnia 2008 | 30 maja 2009     |

## Seria 2
| 14 | Darkstar „Darkstar Rising”                   | 10 października 2008 | 31 maja 2009                              |
| Na ziemię przylatuje szef hydraulików podejrzewając Bena i jego paczkę o to, że są „Hydraulikami” Oszustami. Ben broni się i szef daje mu jeszcze jedną szansę. Wtedy powraca Mike Morningstar. Proponuje Nadistocie zjednoczenie się, a tymczasem Mike wydaje Bena. Szef hydraulików jest tak zły na bohaterów, że chce wysłać Bena i jego ekipę do niebytu. Mike wysysa energię z Bena i paczki, a wtedy Gwen z Ufozbirami ratuje szefa i Hydraulików z opresji, a Mike trafia do niebytu. |                                              |                      |                                           |
| 15 | Razem, ale osobno „Alone Together”           | 17 października 2008 | 30 kwietnia 2009                          |
| Ben trafia z jednym z Nadistot na inną planetę. Szukają wyjścia do domu. Ben się zaprzyjaźnił z tą nadistotą i nazwał go Rajni. Dokładnie to był Reinrassic III. Rajni opowiada Benowi o swym cierpieniu i poleca mu wrócić do domu. Chłopak leczy nadistotę i wraca na Ziemię. |                                              |                      |                                           |
| 16 | Dobra kopia, zła kopia „Good Copy, Bad Copy” | 24 października 2008 | 1 maja 2009                               |
| Wieczni rycerze mówią, że Ben Tennyson zniszczył ich siedzibę, po czym odnajdują go w domu z Julią, gdyż uczyli się do klasówki z fizyki. Jedli Frytki z Chili. Tym samym chłopak zarzeka się, że nie brał udziału w tej walce. Następnie Albedo poszedł do baru, w którym Ben kupuje frytki. Był jako oryginalna postać – Ben 10. Ben 10 i Albedo walczą ze sobą tak intensywnie, że Albedowi nadwerężył się Omnitrix. Wtedy Albedo zaczął się mutować. Azmuth przychodzi w tej chwili i aresztował Albedo. Gdy Ben chciał z nim porozmawiać, Azmuth powiedział: „Ktoś kiedyś doceni twój wysiłek i czekają cię trudne próby”. Pod koniec odcinka Ben dostaje 3+ z klasówki z Fizyki. |                                              |                      |                                           |
| 17 | Ostatni taniec „Save the Last Dance”         | 7 listopada 2008     | 4 maja 2009                               |
| Gwen podstępem wrabia Kevina w imprezę odbywającą się w jej szkole. Tymczasem Ben informuje kolegę, a następnie Julię o jego problemach z Omnitrixem. Wspólnie postanawiają sprawdzić co się dzieje po przemianie chłopaka. Okazuje się, że problem dotyczy Ziąba. Następnego dnia Kevin przychodzi do Bena z problemami dotyczącymi imprezy – chłopak daje mu rady. Julia mówi o wszystkim Gwen, jednak ta radzi jej, by pogadała o tym z Benem. Podczas ich rozmowy Ben zmienia się w Ziąba i leci do odlewni gdzie robi niemały bałagan. Kevin i Gwen jadą do jej szkoły gdy chłopak mówi jej o pomocy Bena i przypomina sobie o tym co powiedziała jej Julia. Gdy dojeżdżają na miejsce dzwoni do nich dziewczyna i mówi, że Ben zniknął. Okazuje się, że zbudował wielkie metalowe „gniazdo” z którego „wykluły” się jego dzieci. Na koniec Gwen oraz Kevin zaczynają tańczyć do muzyki z jego samochodu. |                                              |                      |                                           |
| 18 | Niewidzialni „Undercover”                    | 14 listopada 2008    | 5 maja 2009                               |
| 19 | Statek „Pet Project”                         | 21 listopada 2008    | 6 maja 2009                               |
| 20 | Szlaban „Grounded”                           | 23 listopada 2008    | 7 maja 2009                               |
| Ben wraca do domu poobijany. Rodzice domagają się od niego wyjaśnienia całego pobicia. Wtedy Ben wyznaje, że posiada on Omnitrix, za pomocą którego ratuje świat. Chłopak dostaje szlaban i kontaktuje się z Kuzynką i Kevinem przez telefon oraz komputer. Rodzice zabierają mu te rzeczy. Pod koniec odcinka Ben idzie ratować świat, a za nim rodzice. Są oni dumni z syna. Wtedy zaczęli oni myśleć o podwójnym życiu dziadka i Bena. |                                              |                      |                                           |
| 21 | W nicości „Voided”                           | 5 grudnia 2008       | 8 maja 2009                               |
| Helen prosi Bena o pomoc i przyjście do niebytu, aby załatwić tam sprawę „Pustego”. Tak naprawdę jest on Doktorem Animo. Ben prosi przyjaciół, aby czekali na niego, ale on nie wracał. Następnie rozpoczęła się walka przeciwko Pustemu, ale nie powiodła się. W rozmowie hydraulicy mówią Benowi o tajnym „kluczu”, który okazuje się być jego dziadkiem Maxem. Następnie hydraulicy wraz z chłopakiem i Maxem walczą przeciwko Doktorowi Animo. Ben jako ziąb zamraża energię z jego posiadłości i tym samym pozbawił Anima jego mocy. Otwiera się portal i Gwen prosi Bena o powrót do domu. |                                              |                      |                                           |
| 22 | Ktoś stamtąd „Inside Man”                    | 12 grudnia 2008      | 11 maja 2009                              |
| Na policję zgłasza się 26-letni chłopak, który uważa, że został porwany przez kosmitów (Nadistoty) i dopiero co od nich uciekł. Opowiada policjantom, że Nadistoty próbują zawładnąć Ziemią. Niestety policjanci okazują się być Ufozbirami w maskach. Pomagają mu Ben, Gwen i Kevin. Chłopak nie wie kim jest. Okazuje się, że on sam jest Ufozbirem i wywoził KLUCZ, aby kosmici nie dokończyli budowy portalu, dzięki któremu mogliby zawładnąć Ziemią. Na końcu „Klucz” zostaje skradziony przez Ufozbiry, a Ben leczy chłopaka Omnitrixem, dzięki czemu jest on znów człowiekiem. |                                              |                      |                                           |
| 23 | Małpi książę „Birds of Feather”              | 24 marca 2009        | 12 maja 2009                              |
| Podczas akcji, Ben został uratowany przez Pajęczaka. Następnie kosmita udaje się do centrum Biobadań i kradnie sprzęt. Ben jest tym rozczarowany, ale kosmita tłumaczy, że jest księciem i potrzebny mu jest ten sprzęt, aby odzyskać klejnot który jego planeta straciła. Inaczej nie zostanie koronowany. Mówi też Benowi, że jego ojciec umarł. Chłopak postanawia mu pomóc i odzyskać z załogą klejnot, który okazuje się być na Księżycu. Na samym końcu okazuje się, że kosmita wcale nie jest księciem i pracuje dla Nadplemienia, a klejnot był mu potrzebny w innych celach. Na szczęście Ben go powstrzymuje i wszystko się dobrze kończy. |                                              |                      |                                           |
| 24 | Tycia „Unearthed”                            | 25 marca 2009        | 13 maja 2009                              |
| 25-26 | Wojna światów „War of the Worlds”            | 27 marca 2009        | 14 maja 2009 (cz. 1) 15 maja 2009 (cz. 2) |
| Nadistoty najeżdżają Ziemię. Ben zbiera ekipę, którą poznał w dwóch sezonach swego serialu, czyli Mike’a Morningstara, Azmutha, Profesora Paradoksa, Coopera, Alana i Julię. Azmuth uruchamia Benowi pełną kontrolę omnitrixa. Następnie nasz bohater zmieniał się w Kulę, Way Biga(największego) i Upchucka, ale się nie powiodło. Następnie walczył jako Szlamfire, ale ten kosmita również zawiódł. Nadistoty walczyły tak, że Ziemia prawie została zniszczona. W drugiej części odcinka do pomocy Benowi i jego ekipie dołączają hydraulicy z dziadkiem Maxem na czele. Ben jedzie na statek nadistot i rozmawia z nimi, po czym naprawia im odpowiednie formy wysokości. Reinrassic III wraca na Ziemię i mówi, że Ben Tennyson jest pożyteczny i należy mu dziękować za to, że go wyleczył z ciężkiej choroby, a wysoka rada tej rasy kosmitów przyznała mu tytuł króla nadistot. Wtedy skończyła się wojna z nadistotami i wszyscy wracają do domu. W całym tym zamieszaniu Omnitrix Bena resetuje się, dając mu nowy zestaw 10 kosmitów, zaś Azmuth odmawia ponownej aktywacji pełnej mocy, twierdząc, że Ben sam musi rozpracować Omnitrix. |                                              |                      |                                           |

## Seria 3
| 27-28 | Zemsta Vilgaxa „Vengeance of Vilgax”            | 11 września 2009     | 17 maja 2010 (cz.1) 18 maja 2010 (cz.2) |
| Na planecie Teca toczy się walka między Ultimosem a Vilgaxem. Zgodnie z Galaktycznym Kodeksem Postępowania, Vilgax wyzywa Ultimosa na Pojedynek Zdobywców – najsilniejszy wojownik rasy atakującej, kontra najsilniejszy wojownik rasy atakowanej – o władzę na planecie. Po krótkiej walce Vilgax pokonuje Ultimosa i absorbuje jego moc, po czym rozkazuje swoim sługom obrać kurs na Ziemię. Na Ziemi Gwen i Kevin z trudem walczą z Serpentem – wężem, który chodzi jak człowiek. Czekają na pomoc Bena, niekwapiącego się jednak zbytnio. Podczas gdy chłopak ogląda w domu telewizję zjawia się u niego Locic – Starszy Ambasador Imperium Drakozjańskiego, który w podzięce za uratowanie wszystkich istot we wszechświecie, przed śmiercią z ręki Nadplemienia uhonorowuje go odznaczeniem. Gdy Ambasador znika, do Bena dzwoni rozwścieczona nieobecnością kuzyna Gwen i każe mu przybyć na miejsce akcji. Ben zmienia się w Jet Raya i po chwili dociera do niej. Lądując chłopak zamienia się w Kulopłota i w parę sekund rozprawia się z problemem. Jednak Gwen i Kevin są źli na Bena – twierdzą, że zrobił się bardzo zarozumiały. W tym czasie Max i jego drużyna Hydraulików, jadąc na misję szkoleniową, odbierają Alarm Obrony Planetarnej i udają się w miejsce wskazane na radarze. Vilgax pojawił się na Ziemi. Policja próbuje go powstrzymać, niestety bezowocnie. Do akcji wkraczają Hydraulicy, jednak i oni dostają manto od kosmicznego przybysza. Tym samym każe Maxowi, aby przekazał swemu wnukowi, że wyzywa go na Pojedynek Zdobywców. Walka będzie się toczyć o Ziemię. Odkąd chłopak się o tym dowiaduje, nie może się doczekać bitwy. Jest bardzo pewny siebie, co denerwuje jego przyjaciół. Gdy drużyna ogląda nagranie z walki Vilgaxa z Hydraulikami, dochodzą do wniosku, iż Vilgax jest znacznie silniejszy niż przedtem. Postanawiają ulepszyć Omnitrix, aby Ben miał dostęp do wszystkich kosmitów. Podczas próby włamania się do zegarka, pojawia się Azmuth i zakazuje Benowi grzebać przy Omnitrxie, gdyż twierdzi, że nie jest jeszcze na to gotowy. Chłopak – sądząc, że to tylko taki test – dokańcza próbę. Wtedy dochodzi do przeciążenia systemu. Ben nie może się ruszyć, a zegarek za chwilę wybuchnie. Kevin postanawia pomóc przyjacielowi. Dochodzi do wybuchu. Gwen, która pierwsza wydostała się spod gruzowiska odnajduje 4 kosmitów z Omnitrixa – Chromatona, Pajęczarza, Plazmę i Największego – którzy uciekli z zegarka. Pod gruzami budynku Ben i Gwen odnajdują również Kevina, który na stałe pochłonął kilka materiałów. Teraz nie może się odmienić. Nagle pokazuje się Azmuth. Jest wściekły na Bena, że ten go nie posłuchał. Mówi mu również, iż musi odnaleźć zaginione archetypy w ciągu 24 godzin, albo ulegną bezpowrotnemu zatraceniu. Drużyna wybiera się na poszukiwania. Jako pierwszego odnajdują Chromatona w wesołym miasteczku. Ben chce zmienić się w Gigantozaura, ale zmienia się w Upchucka. Chłopak pochłania go, a następnie wyruszają w dalszą podróż. Podczas drogi Gwen dowiaduje się, że Vilgax pokonał 10 największych wojowników we wszechświecie, a teraz jest straszliwie silny. Nagle bohaterowie wpadają w sieć złożoną przez Pajęczarza. Ben zmienia się w Łebkraba, a potem go pochłania. Podczas dalszej podróży Ben, Gwen i Kevin namierzają Plazmę w kanale. Schodzą na dół. Ben znajduje projektor antygrawitacji plazmy i wpada w pułapkę. Zmienia się w Szlamfire’a i używa ognistej kuli. Dochodzi do wybuchu, bo w kanale było dużo metanu. Na powierzchni łapią Plazmę. Została godzina do walki z Vilgaxem. Max dzwoni do grupy i informuje, że to on chce z nim walczyć. Twierdzi, że jest to zbyt niebezpieczne dla Bena. Po chwili rozmowy, drużyna przekonuje go jednak, żeby zostawił to młodemu Tenysonowi. Rozpoczyna się walka z Vilgaxem. Początkowo Ben jest zmieniony w Jet Raya, a później w Ziąba i Gigantozaura. Za każdym razem jednak nie może dać mu rady. Nagle, razem z Gwen i Kevinem pojawia się Największy – ostatni uciekinier. Ben wchłania go i chce się w niego przemienić, jednak staje się Chromatonem. Vilgax używając swojego miecza, rozbija Bena na wiele małych części. Gwen, Kevin i Max są przekonani, iż Ben nie żyje. Jednak z odznaki, która po nim została, chłopak odradza się pod postacią połączenia Chromatona i Diamentogłowego. Ben pokonuje Vilgaxa z łatwością. Zgodnie z Galaktycznym Kodeksem Postępowania, kosmita ma zakaz ponownego atakowania Ziemi, jednak przysięga Benowi zemstę. Chłopak przeprasza Kevina i Gwen za swoje zachowanie i godzi się z nimi. |                                                 |                      |                                         |
| 29 | Przedpiekle „Inferno”                           | 18 września 2009     | 19 maja 2010                            |
| Pracownik Doc sprawdza stan pompy 32. Znienacka pod urządzeniem zapada się grunt, a jego oczom ukazuje się jaskinia, z której zaczynają wybiegać wielkie i dziwne stworzenia. Mężczyzna próbuje uciec, ale mu się nie udaje. Ben, Gwen i Kevin jadą na miejsce, aby sprawdzić co się dzieje. Przez lornetkę bohaterowie dostrzegają dziwne potwory zjadające kamienie. Młody Tennyson skacze ze skarpy, na której stali wcześniej. Nagle bestie zaczynają biec w kierunku chłopaka. Ben próbuje użyć Omnitrixa i zmienić się w Gigantozaura. Niestety nie może. W tym czasie potwory pędzą w stronę Gwen i Kevina. Para broni się jak może, ale już nie dają rady. Po chwili Ben zmienia się w Łebkraba i ratuje Gwen i Kevina. Max opowiada grupie, że stworzenia to Piroxowory. Mówi, że coś musiało je wystraszyć, dlatego opuściły tunel. Ben, Gwen i Kevin postanawiają go zbadać. Po wejściu do jaskini, grunt ulega zapadnięciu i samochód, w którym jechali wpada w głęboką przepaść. Na szczęście możliwości auta Kevina pozwalają bohaterom łagodnie wylądować. Na miejscu bohaterowie znajdują wiele skrzyń z materiałami wybuchowymi. Po chwili na Bena zaczynają spadać głazy. Chłopak zmienia się w Ziąba i łapie winowajcę – Morlokreta – mieszkańca podziemia. Po chwili rozmowy prowadzi bohaterów do swojego szefa – Vulcanusa. Okazuje się, że kosmita posiada akt własności Ziemi i może z nią zrobić co chce. Ujawnia im swój plan: wrzucić potężną bombę do wnętrza planety, aby zrobiło się cieplej. Rozpoczyna się walka z czasem. Ben, Gwen i Kevin próbują powstrzymać wroga. Jednak ze względu na wysoką temperaturę panującą w jaskini Ben ma problemy z Omnitrixem. Przemienia się z opóźnieniem w Pajęczarza i daje Vulcanusowi w kość. Kosmita przyspiesza jednak wybuch, a sam wystrzeliwuje swoją głowę i ucieka. Ben postanawia, że złapie bombę, gdy będzie spadać i chce zmienić się w Gigantozaura, ale w ostateczności staje się Jet Rayem. W końcu Ben wysadza ładunek przed dotarciem do jądra Ziemi i nic się nie dzieje. Po wyjściu z Sali Vulcanusa spotykają Morlokreta, który założył ładunki na wszystkich skrzyniach z dynamitem. Chce zniszczyć jaskinie na wypadek gdyby Vulcanus chciał wrócić i ponownie spróbować zniszczyć Ziemię. Bohaterowie biorą Morlokreta i w ostatniej chwili uciekają na powierzchnię. |                                                 |                      |                                         |
| 30 | Kupa złota „Fool’s Gold”                        | 25 września 2009     | 20 maja 2010                            |
| Od dziadka Maxa drużyna dowiaduje się, że co 17 lat na Ziemię ma miejsce wycieczka kolonialna z kosmosu. Przed znakiem wjazdu do miasta znajdują kupy. Ale nie byle jakie są ze złota. Na miejscy dowiadują się, że 1 z kosmitów zniknął. Kosmici przylecieli na święto popcornu. Przy basenie ma miejsce demolka farmy i do akcji wkraczają chłopaki. Burmistrz mówi, że nic się nie stało. Odbudują to bo co 17 lat przylatują i nich się wyszaleją. Pozostali odlecieli do domu, został tylko kolega porwanego. Okazuje się, że ten zaginiony kosmita został porwany przez Burmistrza (chciał się jeszcze bardziej wzbogacić), który podaje mu mięso. Ben odnajduje sprawcę, zmienia się w plazmę i pokonuje burmistrza. Kosmici nie mogą jeść mięsa i członek kolonii zamienia się w bestię. Ben pod postacią Ziąba chce go powstrzymać, lecz się to nie udaje. Inny kosmita mówi im, że teraz kupy są wybuchowe i radioaktywne. Po drodze Kevin staje na tej brei i 4 razy leci w górę. Przy innej farmie kosmita mówi im, że silikon jest zabójczy, więc Ben zamienia się w Echo Echo i każe się zjeść potworowi. Ten ma mdłości i w końcu zwymiotował Echa, po czym zmalał. Burmistrz został aresztowany a ci co zostali odlecieli do domu. |                                                 |                      |                                         |
| 31 | Po prostu „Simple”                              | 9 października 2009  | 21 maja 2010                            |
| Ben otrzymuje wiadomość od małej dziewczynki, która prosi go aby skończył wojnę na jej planecie. Bohaterzy dzięki pomocy Statka przedostają się do niej. Lecąc zauważają z kosmosu gigantyczny mur, który okazuje się granicą. „Czerwoni” atakują ich. Ben zamienia się w Jetraya i próbuje z nimi porozmawiać, lecz to nie skutkuje. Tennyson zamienia się po raz pierwszy w Polarnego i siłą panowania nad magnetyzmem odbiera im broń. Tymczasem Kevin spotyka swojego starego kolegę Argita. Dowiaduje się, że robi on na tej planecie ogromny interes. Zbiera broń pozostawioną na polu bitwy, przemalowuje jej kolor na inny i sprzedaje drugiej stronie konflikty, czyli broń „czerwonych” daje „niebieskim” i na odwrót. Postanawiają współpracować. Generał „czerwonych” informuje Bena, że oni nie toczą wojny z własnej woli, uważa, że zaatakowali ci drudzy, oni się tylko bronią. Nagle rozpoczyna się atak „niebieskich”. Ben zamienia się w Pajęczarza. Zaś w tym czasie Kevin i Argit przemalowują broń w ich kryjówce i sprzedają żołnierzom za różne cenne rzeczy. Jego plany odkrywa Gwen. Ben niestety zostaje złapany. Wrogowie chcą go rozstrzelać. Na szczęście pojawia się pięciolatka, która wysłała Benowi wiadomość. Podczas uczty u „niebieskich” ich generał mówi to samo co ten drugi, czyli że oni tylko się bronią. Ben stwierdza, że skoro obie strony się tylko bronią to wojny nie ma. Nastąpił rozejm. Generałowie kłócą się na temat Zawina, wielkiego mędrca planety. Żył tak dawno więc zapomniano z którego narodu pochodził, właśnie dlatego była ta wojna. Każda ze stron twierdziła, że był jej narodu. Dochodzi do bójki między dowódcami, na szczęście wkracza Gigantozaur. Ben próbując namówić ich do pokoju podaje im rękę, prawą rękę, a na tej planecie podaje się lewą. Wojna wybucha po raz kolejny. Ben zamienia się w SzlamFire’a i porywa obu generałów i wrzuca do groty i postanawia nie wypuścić ich dopóki nie podpiszą traktatu pokojowego, lecz udaje im się go oślepić i rzucić w przepaść. Oczywiście nic mu się nie stało, bo zamienił się w Plazmę. Podczas kolejnej próby zawarcia pokoju Ben zamieniony w Way Biga niszczy posąg Zawina. „Niebiescy” i „czerwoni” łączą siły w wojnie przeciwko... Benowi. Bohaterowie uciekają z planety. Podczas ucieczki Kevin gubi skrzynię z kosztownościami za przemalowaną broń. Mała dziewczynka wysyła Benowi wiadomość o tym, że wreszcie jest rzecz której nie lubi bardziej niż wojny, czyli jego. Nagle odnajduje skrzynię z kosztownościami Kevina. |                                                 |                      |                                         |
| 32 | Komornicy „Don’t Fear the Repo”                 | 16 października 2009 | 24 maja 2010                            |
| Do ogródka Juli zawitali komornicy – bracia Wredziak. Mają prawny nakaz konfiskaty Statka. Julia po kryjomu wysyła wiadomość do Bena, że potrzebuje pomocy. Pojawia się już po chwili zamieniony w Jetraya. Komornicy próbują go zestrzelić, lecz on przekształca się w Echo Echo i ich płoszy. Ben wraz z Kevinem lecą na planetę gdzie znajduje się międzygalaktyczny sąd najwyższy. Tym czasem, na ziemi komornicy zaatakowali Julię i Gwen. Statek zamienia się w ogromną zbroję która umieszcza się na Juli, która nie wie co się dzieje, ale po chwili zaczyna jej się to podobać. W tym czasie Ben i Kevin pojawili się już w sądzie. Okazuje się, że rozprawę przeciwko nim toczy Bastel, Up-Grade który im wcześniej Statka podarował, teraz chce go z powrotem. Najpierw rozmawiać próbuje Kevin, lecz sędzia ma o nim złe mniemania. Następnie wkracza Ben i sama jego sława powoduje, że sędzia wydaje wyrok na jego korzyść. Następnie Ben, Kevin i Bastel lecą na ziemię. Tymczasem bracia Wredziak zamontowali na „zbroi” urządzenie które tak jakby uśpiło Statka i Julia nie może się ruszyć. W porę wracają Kevin i Ben. Up-Grade odwołuje komorników, ci zaś wpadają we wściekłość bo to oznacza, że im nie zapłaci. Chcą porwać Julie wraz ze Statkiem i sprzedać ich na czarnym rynku. Przyjacielem próbują zaniechać ich plany. Gdy Ben zamienia się w Plazmę by odwrócić ich uwagę Kevin zdejmuje klamrę i Statek wraca do życia. Ostatecznie bracia w przestrachu uciekają z naszej planety. |                                                 |                      |                                         |
| 33 | Jednoręki „Single Handed”                       | 23 października 2009 | 25 maja 2010                            |
| Podczas gdy Ben ucieka przed jednym z wrogów, wróg uderza w Omnitrix. Ben teleportuje się do Nicości, a jego ręka z Omnitrix’em zostaje na Ziemi. Podczas gdy Ben ucieka przed kosmitą, ręka próbuje znaleźć Julię, ale zostaje złapana przez psa. Dzieci odebrali rękę i przypadkowo zamieniły ją w Ziąba. Ziąb w Nicości walczy z innymi kosmitami. Następnie zmienia się w Szlamfire’a i zmusza ich do odwrotu. Dzieci przestraszyły się ognia z ręki Szlamfire’a. Ben zamienia się wtedy w Jetraya, by znaleźć stary obóz Maxa. Jego ręka chwyta nogę Julii. Ben wraca do postaci człowieka i spada w kierunku poszarpanych skał. Został uratowany przez kosmitę. Julia widzi rękę i zgłasza to Gwen i Kevin’owi. Kevin stara się, by Ben wrócił. Julia przypadkowo zmienia rękę w Diamentogłowego, który w Nicości niszczy most. Ben znalazł obóz, ale jest tam dużo cudzoziemców. Kevin sprawia, że Ben wraca. Ben używa Łebkraba, Gigantozaura i Echo Echo do walki z wrogiem. Gwen sprawia, że ręka wraca na swoje miejsce, a wróg jest wysyłany do Nicości i atakowany przez kosmitów. |                                                 |                      |                                         |
| 34 | Gdy wszystko inne zawiedzie „If All Else Fails” | 6 listopada 2009     | 26 maja 2010                            |
| Z podziemi budzi się Nadistota, która miała się obudzić się gdyby Nadplemię przegrało wojnę z Ludzkościom. Porywa dziadka Max’a i kilku innych ludzi oraz tworzy wielką Nadistotę-Roślinę, która zmierza do Elektrowni Jądrowej. Ben sprowadza na ziemię „Rajniego” – Władcę państwa nadistot. Gwen i Kevin oraz Ben zamieniony w SzlamFire ratują dziadka i innych ludzi którzy byli w środku. Nadistota wchodzi do bestii która wybucha. Dziadek nic nie pamięta. |                                                 |                      |                                         |
| 35 | Powrót Czarodziejki „In Charm’s Way”            | 13 listopada 2009    | 27 maja 2010                            |
| Ben, Gwen i Kevin idą na plażę. Plaże zaczynają terroryzować skalne potwory. Ben i reszta pokonują go. Za tym wszystkim stoi Czarodziejka. Zamienia się w dziewczynę „Karolinę”. Zaczyna podrywać Kevina, a potem go pocałowała i zaczarowała. Kevin idzie do Gwen którą ma przyprowadzić do Planetarium o północy. Dzięki Benowi Kevin przestaję być zaczarowany. Wszyscy idą do Planetarium. Czarodziejka zabiera moc Gwen. Kevin idzie do Czarodziejki i ją za pomocą podstępu sprowadza do reszty drużyny. Gwen ostatecznie pokonała Czarodziejkę. |                                                 |                      |                                         |
| 36 | Miasto Duchów „Ghost Town”                      | 20 listopada 2009    | 28 maja 2010                            |
| Vilgax uwalnia Fantoma. Tym czasem Ben, Gwen i Kevin szukają małego kosmity na polu do MiniGolfa. Na Ziemię ląduje Vilgax. Prosi Bena o pomoc ponieważ jego planetę zaatakował Fantom i opętuje jej mieszkańców. Na Vilgaxi, Ben i drużyna znajdują Fantoma. Ben ma plan, jak go pokonać. Vilgax walczy z Fantomem, i gdy Fantom chce go opętać Ben zasłania Vilgaxa i zgodnie z planem duch go opętuje, a Omnitrix pobiera jego DNA i korzystając z okazji gdy Fantom nie ma nad nim kontroli Ben zmienia się w niego i więzi Fantoma w Omnitrixie, lecz Fantom przejął tę formę i (jak zauważyła Gwen) pochłonął Omnitrix. Vilgax walcząc z Fantomem osłabił go i Omnitrix znów się pojawił. Fantom w połowie kontrolowany przez siebie, a w połowie przez Bena uderzył w tarczę zegarka stając się znowu Benem i ratując planetę Vilgaxa. Fantomy znów są Vilgaxianami i myślą, że Fantoma zniszczył Vilgax. Ben i Vilgax umawiają się, że nikomu nie powiedzą prawdy. |                                                 |                      |                                         |
| 37 | Coś za coś „Trade Off”                          | 4 grudnia 2009       | 3 października 2010                     |
| 38 | Dziwna skrzynka „Busy Box”                      | 11 grudnia 2009      | 3 października 2010                     |
| Ben Gwen i Kevin szukają dziwnej maszyny na która naprowadził ich sygnał z odznaki. Nagle tracą sygnał. Gwen za pomocą many odnajduje sygnał i jadą to odnaleźć. Okazuje się, że to tylko pudełko. Gdy Ben podchodzi, ono obserwuje go i zamienia się w niego. Potem zaczyna powtarzać wszystko, co mówił. Tak samo było z Gwen i Kevinem. Po chwili bracia Wredziakowie chcą zabrać go i użyć jako broni, ale okazuje się, że on ich też kopiuje i niszczy im statek. Wredziakowie oddają pudełko. Wtedy Ben za pomocą polarnego walczy z tym ‘pudełkiem’ które zamieniło się w kilku jego kosmitów naraz. Ben rozwala dziurę na środku znaku Omnitrixa na „pudełku”, a Gwen je wyciąga ze środka. Wtedy pojawia się kosmitka i mówi, że to zabawka jej córki i że jest 26 wymiarów. |                                                 |                      |                                         |
| 39 | Gniew „Con of Rath”                             | 8 stycznia 2010      | 4 października 2010                     |
| 40 | Primus                                          | 15 stycznia 2010     | 5 października 2010                     |
| 41 | Czas leczy Time heals                           | 22 stycznia 2010     | 6 października 2010                     |
| Gwen przenosi się w czasie by zapobiec wydarzeniom z odcinka „Zemsta Vilgaxa”. Okazuje się, że przyszłość w której Kevin nie został mutantem, nie jest taka dobra jak się wydaje... |                                                 |                      |                                         |
| 42 | Sekret Chromatona The Secret of the Chromastone | 29 stycznia 2010     | 7 października 2010                     |
| Ben jest chory razem z Gwen i Kevinem jadą po koktajl do którego Kevin nalewa gorzkie zioła. Wtedy przylatuje Tetrax i zmienia Bena w Diamentogłowego, niszczy go i uwalnia Chromatona. Daje Chramotonowi kryształ a ten leci na planetę Tetraxa. Tetrax wyjaśnia, dlaczego to zrobił i wtedy zjawia się Vilgax, szukając kryształu. Ben chce się zmienić w Way Biga, ale zmienia się w Gigantozaura. Obydwaj zaczynają walkę. Ben zmienia się w Jetraya i walczy z Vilgaxem. Kevin mówi o Chromatonie. Vilgax leci na planetę Tetraxa, za nim lecą Ben, Gwen, Kevin i Tetrax, ale oni przylatują. Kiedy Vilgax odłamuje Chromatonowi kryształ, cała ekipa walczy z Vilgaxem. Chromaton jest za słaby żeby odnowić Diamentogłowych, Ben zmienia się w Diamentogłowego i idzie na najwyższy szczyt. Wyciąga kryształ najwyżej jak może i Diamentogłowi się odradzają. Okazuje się, że Chromanton jest w Omnitrixie, a ten drugi uwolniony nazywa się Invibol. |                                                 |                      |                                         |
| 43 | Na satelicie Above and Beyond                   | 19 marca 2010        | 8 października 2010                     |
| Dziadek Max prosi Hydraulików (Helen, Pierre, Manny, Alan) o pomoc na jednym z satelitów. Kiedy przybywają tam, okazuje się, że Ben oszalał. Na końcu odcinka Ben i Max wyjawiają im prawdę – to był jedynie test na hydraulików. |                                                 |                      |                                         |
| 44 | Zemsta Vendetta                                 | 12 marca 2010        | 9 października 2010                     |
| Kevin postanawia odnaleźć kosmitę, który zabił jego ojca. |                                                 |                      |                                         |
| 45-46 | Ostateczna bitwa The Final Battle               | 26 marca 2010        | 10 października 2010                    |
| Odcinek zaczyna się skradzeniem najnowszego wynalazku Azmutha. Okazuje się, że był to Albedo.Albedo proponuje Vilgaxowi współpracę na co on się zgadza. Zawierają umowę, że Vilgax zabije Bena, a Albedo weźmie Omnitrix. |                                                 |                      |                                         |